# Contea di Grant (Wisconsin)
La contea di Grant (in inglese, Grant County) è una contea dello Stato del Wisconsin, negli Stati Uniti. La popolazione al censimento del 2000 era di 49 597 abitanti. Il capoluogo di contea è Lancaster.